# Квара
Квара или Куара (на английски: Kwara; на йоруба Ìpínlẹ̀ Kwárà) е един от 36-те щата на Нигерия. Площта му е 33 433 квадратни километра, а населението – 3 192 900 души (по проекция за март 2016 г.). Създаден е на 27 май 1967 г. Щатът е разделен допълнително на 16 местни правителствени зони. Намира се в часова зона UCT+1.